# Großsteingräber bei Düvier
Die Großsteingräber bei Düvier waren sechs megalithische Grabanlagen der jungsteinzeitlichen Trichterbecherkultur bei Düvier, einem Ortsteil von Loitz im Landkreis Vorpommern-Greifswald (Mecklenburg-Vorpommern). Sie wurden vermutlich im 19. Jahrhundert zerstört. Die Existenz der Gräber wurde in den 1820er Jahren durch Friedrich von Hagenow handschriftlich erfasst. Seine Notizen, die den Gesamtbestand der Großsteingräber auf Rügen und in Neuvorpommern erfassen sollten, wurden 1904 von Rudolf Baier veröffentlicht. Die Anlagen bei Düvier wurden dabei nur listenartig aufgenommen. Ihre genaue Lage, Maße und Ausrichtung sind unbekannt. Vermerkt ist lediglich, dass es sich bei allen sechs Gräbern um Großdolmen gehandelt hat.
Die Anlagen von Düvier waren Teil einer größeren Gruppe von Megalithgräbern, die sich südwestlich von Greifswald zwischen Dargelin im Osten und Düvier im Westen erstreckt. Die nächsten erhaltene Anlagen sind die östlich gelegenen Großsteingräber bei Nielitz.